# جام حذفی فوتبال ایتالیا ۰۴–۲۰۰۳
جام حذفی فوتبال ایتالیا ۰۴–۲۰۰۳ پنجاه و هفتمین فصل از رقابت‌های کوپا ایتالیا بود. در پایان این دوره لاتزیو با نتیجه ۴–۲ یوونتوس را شکست داد و برای چهارمین بار قهرمان کوپا ایتالیا شد.